# Norberto Boggio
Norberto Boggio   (Carreras, 11 d'agost de 1931 - Venado Tuerto, 20 de desembre de 2021) va ser un futbolista argentí.

## Selecció de l'Argentina
Va formar part de l'equip argentí a la Copa del Món de 1958.